# Andy Auld
Pour les articles homonymes, voir Auld.
Andrew Auld, dit Andy Auld (né le 26 janvier 1900 à Stevenston en Écosse et mort le 6 décembre 1977 à Johnston (Rhode Island) aux États-Unis), était un joueur américain et écossais de football.

## Début de carrière
Auld commence à jouer au football dans sa ville natale, au Stevenston F.C. en 1911, à l'âge de 11 ans. Il passe 3 ans au club, jusqu'à son service militaire en 1913, qui continue jusqu'à la Première Guerre mondiale où Auld ne rejoue pas au football jusqu'en 1919. Après son service, il va à Ardeer Thistle en 1919. Il passe 3 ans au club, jusqu'à ce qu'il aille à Glasgow, au Parkhead F.C. en 1921. En 1923, il immigre aux États-Unis pour vivre à Gillespie dans l'Illinois. La vie en Amérique s'avère difficile et Auld décide de rentrer au pays. Il s'arrête en cours de route pour rendre visite à sa sœur qui vit à Niagara Falls. Il joue là-bas un match de football. Durant ce match, un joueur des Providence Clam Diggers de l'American Soccer League (ASL) le remarque et le convainc après le match de signer avec les Diggers. À cette époque, l'ASL est l'une des plus grandes et plus compétitives ligues de football au monde. Le propriétaire de l'équipe de l'époque use alors de ses influences pour faire venir au club un grand nombre de joueurs venus d'Europe, surtout anglais et écossais.

## American Soccer League
Auld passe 6 saisons avec Providence, avec 277 matchs joués. En 1928, le club est renommé Gold Bugs. Puis en 1930, un homme d'affaires de Fall River dans le Massachusetts rachète le club et le fait déménager dans sa ville, en le renommant Fall River FC. Auld y joue 10 matchs durant le printemps 1931 avant de partir pour les Pawtucket Rangers pour les 8 derniers matchs de la fin de la saison 1931. Lorsque la première American Soccer League est dissoute en 1933, les Rangers vont dans la New England Division de la seconde American Soccer League pour la saison 1933-1934. En 1934, il rejoint Newark Portuguese, une équipe de ligue demi-professionnelle. Il ne passe que deux ans au club et prend sa retraite en 1935.

## Équipe des États-Unis
En plus de l'excellente carrière professionnelle de Auld, il est plus connu pour avoir participé avec les USA à la coupe du monde 1930. Auld effectue sa première sélection le 6 novembre 1926 lors d'un 6-1 contre le Canada. Auld marque deux buts, ses seuls en équipe nationale. Auld ne sera pas rappelé jusqu'au début du mondial. Il joue les deux derniers matchs du tournoi où l'équipe arrive jusqu'en demi-finale contre l'Argentine lors d'un match particulièrement physique. De nombreux joueurs américains sont blessés et l'équipe finit le match à 8 joueurs. Auld reçoit un coup dans la mâchoire en première mi-temps. Les Argentins marquent leur troisième but « seulement après qu'Andy Auld eut sa lèvre ouverte et fut partiellement aveugle à la suite d'un coup dans l'œil », selon Wilfred Cummings, l'entraîneur américain. Les remplacements n'étaient pas permis à cette époque, Auld joue le reste du match avec un chiffon empêchant le sang de couler. Après le tournoi, les Américains partent au Brésil où Auld et son équipe perdent 4-3. Ce sera le dernier match de Auld en sélection.
Après sa retraite footballistique, Auld gagne sa vie dans le commerce de plaques métalliques. Il meurt dans le Rhode Island le 6 décembre 1977. En 1986, il est introduit au National Soccer Hall of Fame.